# Benno Milch

Benno Milch

Benno Milch (* 1830; † 11. Januar 1907) war ein deutscher Unternehmer.

## Leben
Benno Milch war Händler von Sämereien und Düngemitteln. Er war 1872 Gründer der Breslauer Baubank. Diese finanzierte mit großem Erfolg den Bau der Gründerzeitlichen Immobilien in Breslau.
Milch war Kommissionsrat und ab 1864 Schatzmeister des schlesischen Zentral-Gewerbevereins. Er war zudem beteiligt an der Gründung des Schlesischen Museums für Kunstgewerbe und Altertümer. Milch war Mitglied der Leipziger Freimaurerloge Balduin zur Linde. 
Er war der Großvater von Erhard Milch.

## Veröffentlichungen (Auswahl)
- Bericht über die Schlesische Gewerbe- und Industrie-Ausstellung in Breslau im Jahre 1881, 1884.